# Anakinra
Anakinra (Kineret) je lek koji se koristi za lečenje reumatoidnog artritisa. Anakinra je rekombinantni, neglikozilirani antagornist ljudskig interleukin 1 receptora (IL-1Ra). Razlika između njega i prirodnog liganda je u tome što anakinra dva dodatna metioninska ostatka na amino terminusu. On se proizvodi koristeći E. coli ekspresioni sistem. Anakinra se sastoji od 153 aminokiselina. FDA je odobrila upotrebu ovog leka novembera 2001.

## Literatura
- Hardman JG, Limbird LE, Gilman AG (2001). Goodman & Gilman's The Pharmacological Basis of Therapeutics (10. изд.). New York: McGraw-Hill. ISBN 0071354697. doi:10.1036/0071422803.
- Thomas L. Lemke; David A. Williams, ур. (2007). Foye's Principles of Medicinal Chemistry (6. изд.). Baltimore: Lippincott Willams & Wilkins. ISBN 0781768799.

## Spoljašnje veze
|  | Molimo Vas, obratite pažnju na važno upozorenje u vezi sa temama iz oblasti medicine (zdravlja). |